# كارلوس فيليبي موراليس
كارلوس فيليبي موراليس (بالإسبانية: Carlos Felipe Morales Languasco)‏ (و. 1868 – 1914 م) هو سياسي، وقس من جمهورية الدومينيكان .